# Понятівська волость
Понятівська волость — історична адміністративно-територіальна одиниця Тираспольського повіту Херсонської губернії.
Станом на 1886 рік складалася з 5 поселень, 5 сільських громад. Населення — 1200 осіб (621 чоловічої статі та 579 — жіночої), 255 дворових господарств. Площа — 237,06 км2.
На сьогодні це територія Роздільнянської міської територіальної громади.
| Форма власності     | 1886           | 1886                     | 1906           |
| Форма власності     | Площа, десятин | У тому числі орної, дес. | Площа, десятин |
| ------------------- | -------------- | ------------------------ | -------------- |
| Сільських громад    | 2700           | 2421                     | 3606           |
| Приватної власності | 18998          | 11467                    | 38067          |
| Казенної власності  | —              | —                        | 333            |
| Іншої власності     | —              | —                        | 66             |
| Загалом             | 21698          | 10804                    | 42072          |

Основні поселення волості:
- Понятівка — містечко при балці Свиній за 45 верст від повітового міста, 797 осіб, 165 дворів, православна церква, римо-католицька церква, школа, земська станція, 3 лавки, базари через 2 тижня по неділях. За 4 версти — лавка. За 20 верст — паровий млин.

## Історія
У 1887 році до складу волості, окрім Понятівки, також входили: присілки Дар'ївка, Ново-Дар'ївка, Петро-Євдокіївка (Храброве), Чекмежиївка, Цезарівка, Прохорівка, хутір Бакалов, Лозов, Старі Кошари, Фрейдорф, Свина балка. Всього 12 населених пунктів. 
У 1890 році у волості мешкало 3714 (1865 чол., 1849 жін.) осіб у 385 дворах, щемель сільських громад — 2701 десятин, волость відносилася до другого стану.
У 1906 році волость нараховувала 1637 дворів, 10862 осіб (5571 чол., 5291 жін.), 42072 десятин землі, волость відносилася до першого стану, станова квартира розташовувалася у містечку Гросулове, земський начальник знаходився у присілку Андріївка Перша (Юковське), судовий слідчий — у Тирасполі, на другій судовій дільниці. 
Всього було 59 населених пунктів (враховуючи залізничну водокачку в 9 верстах від станції Роздільна, також окремо обраховувались дані по селищу Роздільна та по станції Роздільна), з них 2 містечка, 1 село, 21 присілок, 32 хутори, 3 станції та 1 водокачка.
Волость входила до складу Роздільнянської та Катаржинської медичних дільниць; Гросулівської, Зельцьської та Янівської ветеринарних дільниць. У селище Роздільна знаходилася приватна аптека, на станції Роздільна — земська німецька початкова школа; однокласна міністерська школа була у Понятовці, двокласна — у Роздільній, німецькі громадські школи — х. Старі Кошари, пр. Степанівка, х. Фрейдорф, х. Шаца; церковно-приходські однокласні школи — х. Бакалов, школа грамоти — у пр. Петро-Євдокіївка.  
На станції Роздільна була поштово-телеграфна контора шостого класу, у Понятівці та Роздільній — поштові станції з 9 конями.
У 1916 році Понятівська волость нараховувала 57 населених пунктів, займала площу  42073 десятин, населення — 9781 осіб, чоловіків — 4446, жінок — 5335, дворів — 1993.
У період 1906—1920 років до складу волості входили населені пункти Розалівської волості.

## Волость у складі УСРР
У 1920 році Понятівська волость налічувала 16 населених пунктів, площа — 223,62 версти2  (23256 десятин), щільність населення — 32,86 осіб/версту2, населення — 7347 осіб. Адміністративний центр — м. Понятівка.
Населені пункти згідно перепису 1920 року:
- присілки Бакалове
- присілок Велізарове
- хутір Голікове (Цезарівка) — від Катаржине 7 верст
- присілок Лозова
- присілок Косенкове (Корсенкове, Косинкове, Катеринівка, Андрієвського) — 3 версти від станції
- присілок Парканці
- присілок Петро-Євдокіївка (Євдокіївка, Храброве)
- містечко Понятівка
- станція Роздільна
- хутір Старі Кошари
- хутір Сухий (Свиний, Свина Балка)
- хутір Томашевський (південніше присілка Велізарове)
- присілок Фрейдорф (Федорівка)
- присілок Цезарівка (Мала Понятівка) — від Катаржине 2 версти
- присілок Чебанка (Михайлівка) — 4 версти від Понятівки
- присілок Чекмежиївка (Чекміжиєве)

7 березня 1923 року в Одеській окрузі Української РСР з волостей Понятівської, Більчанської і Євгенівської, з центром в Янівці був створений Янівський район.